# تونکات علی
تونکات علی یا پاساک بومی با نام علمی اوریکوما لانگیفولیا یک گیاه گلدار از تیرهٔ عرعریان است که در کشورهای اندونزی، مالزی و با پوشش کمتر در کشورهای تایلند، ویتنام و لائوس می‌روید. این گیاه درخچه‌ای باریک و با اندازهٔ متوسط است که ارتفاع آن تا ۱۰ متر می‌رسد و اغلب بدون شاخه است. ریشهٔ آن در طب سنتی حوزهٔ جنوب شرق آسیا مورد استفاده داشته‌است و امروزه کاربرد عمومی آن به‌عنوان مکمل و همچنین به‌عنوان مادهٔ افزودنی در مواد غذایی و نوشیدنی‌ها است.

## نام‌ها
اوریکوما لانگیفولیا با نام‌های عمومی گوناگون شناخته می‌شود؛ ازجمله پناوار پاهیت، پناوار بیاس، بدارا مراح، بدارا پوتیح، لمپدو پاهیت، پایونگ علی، تونکات باگیندا، مونتاح بومی، پتالا بومی (همه به زبان مالایی)؛ جینسینگ مالزیایی؛ بیدارا لائوت (به زبان اندونزیایی)؛ بابی کوروس (به زبان جاوه‌ای)؛ کای با بین (به زبان ویتنامی)؛ ثو نان (به زبان لائو)؛ لاندون، هائه پان چان، پیاک، پلا لائی پوئنک، تونگ ساو (همه به زبان تایلندی)؛ لانگ جک (در آمریکا)؛ لانجیر سیام (در بحرین). بیشتر این نام‌های عمومی به کاربرد دارویی این گیاه یا تلخ بودن شدید آن اشاره دارد. به‌طور مثال پناوار پاهیت به معنای اکسیر تلخ است که متون علمی قدیمی تنها استناد به همین نام به‌عنوان نام عمومی گیاه در زبان مالایی دارند؛ ازجمله مقاله‌ای که در سال ۱۹۵۳ در مجله اکولوژی منتشر شده‌است.
همچنان‌که در بالا گفته شد، یوریکوما لانگیفولیا در منطقهٔ جنوب شرق آسیا با نام‌های معمول تونکات علی و پاساک بومی شناخته می‌شود، اما باید توجه داشت که این نام‌ها برای اشاره به یک گونه گیاه دیگر به نام پولیالتیا بولاتا که از نظر فیزیولوژیکی شبیه آن است، نیز به کار می‌روند. پوست و ریشهٔ یوریکوما لانگیفولیا در مقایسه با پولیالتیا بولاتا سفید یا زردتر است که به این خاطر، اولی با نام‌های تونکات علی پوتیح، پاساک بومی پوتیح، تونکات علی کونینگ و پاساک بومی کونینگ و دومی با نام‌های تونکات علی هیتام یا پاساک بومی هیتام خوانده می‌شود (در زبان مالایی یا اندونزیایی، پوتیح به معنای سفید، کونینگ به معنای زرد و هیتام به معنای سیاه است). در اندونزی یک واریته به رنگ قرمز نیز با نام تونکات علی مراح یا پاساک بومی مراح وجود دارد (مراح به معنای قرمز است) که مورد مطالعهٔ محققان قرار گرفته‌است ولی گونه‌های آن طبقه‌بندی نشده‌اند.

## شکل ظاهری
گیاه تونکات علی درخچه‌ای با اندازهٔ متوسط و باریک است که ارتفاعش به ۱۰ متر می‌رسد و اغلب بدون شاخه و با دمبرگ‌های قهوه‌ای مایل به قرمز است. برگ‌های آن مرکب و پروانه‌ای زوج است. هر برگ مرکب شامل ۳۰ تا ۴۰ برگچه به‌شکل نیزه‌مانند یا نیزه‌ای-تخم مرغی است. برگچه‌ها در حدود ۵ تا ۲۰ سانتی‌متر طول و ۱.۵ تا ۶ سانتی‌متر عرض دارند و سطح زیرین آن‌ها کم‌رنگ‌تر است. گل‌آذین آن به‌شکل محوری و خوشه‌ای به‌رنگ قرمز قهوه‌ای و بسیار کرکدار با کرک‌های غده‌ای بسیار ظریف و نرم است. گل‌های آن هرمافرودیت هستند. گلبرگ‌های آن کوچک و دارای کرک‌های بسیار نازک است. شفت آن سخت و تخم مرغی شکل است و رنگ آن در ابتدا زرد قهوه‌ای است و زمانی که رسیده است، قرمز مایل به قهوه‌ای. این گیاه در پای درختان جنگل‌های زمین‌های پست می‌روید و توان بقا در خاک‌های مختلف را دارد، اما بهترین رویش آن در خاک‌های اسیدی و با زهکشی خوب است.

## ترکیبات شیمیایی
گزارش شده‌است که یوریکوما لانگیفولیا حاوی ترکیبات یوریکومانول، یوریکومانون و یوریکومالاکتون است.

## کاربردها

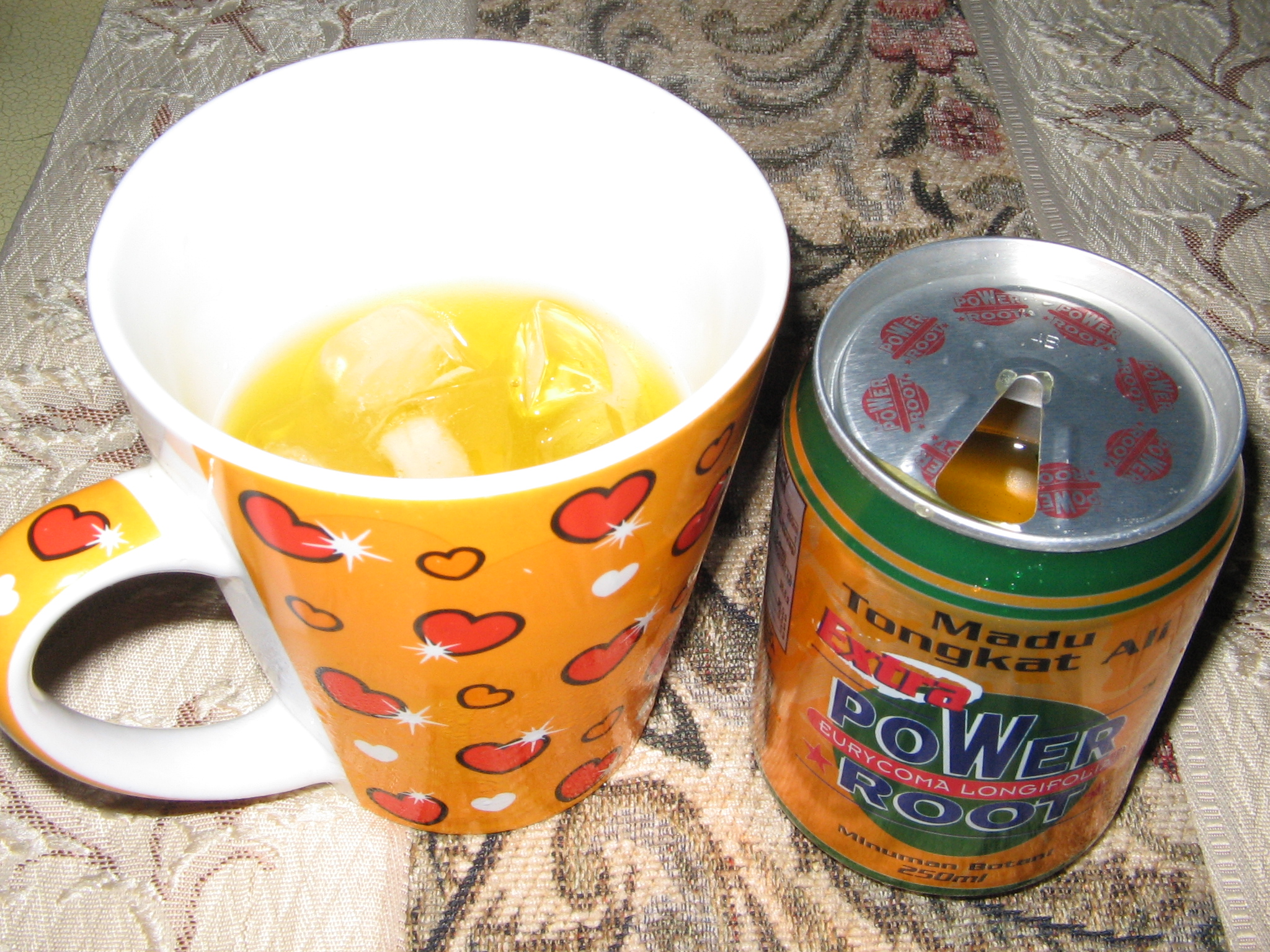
نوشیدنی حاوی گیاه پاساک بومی

این گیاه در طب سنتی اندونزی، مالزی و ویتنام استفاده می‌شود. در اندونزی و مالزی، ریشهٔ آن را در آب می‌جوشانند و این جوشانده را به‌عنوان داروی مقوی سلامتی پس از عمل زایمان، تقویت‌کنندهٔ جنسی و نیز رفع‌کنندهٔ تب، کرم‌های روده‌ای، اسهال معمولی و اسهال خونی، سوء هاضمه و زردی مصرف می‌کنند. در ویتنام، از گل و میوهٔ آن برای درمان اسهال خونی استفاده می‌شود و ریشهٔ آن را برای درمان مالاریا و تب به‌کار می‌برند. در مالزی، خمیری از این گیاه تهیه می‌شود و به‌شکل موضعی برای تسکین سردرد و معده‌درد از آن استفاده می‌کنند.
امروزه یوریکوما لانگیفولیا عمدتاً به‌عنوان یک داروی تقویت جنسی شناخته می‌شود. سایر خواص درمانی که به این گیاه نسبت داده شده‌است عبارت‌اند از: خاصیت ضد مالاریا، ضد دیابت، ضد میکروب و تب‌بر بودن.
در اندونزی و مالزی، یوریکوما لانگیفولیا استفادهٔ تجاری گسترده داشته‌است. ریشهٔ آن که بسیار تلخ است، به‌عنوان پایه‌ای برای مکمل‌ها و نیز به‌عنوان مادهٔ افزودنی در مواد غذایی و نوشیدنی‌ها مورد استفاده بوده‌است. به‌شکل مکمل، به فرض داشتن منافع برای بهبود سلامت جنسی، افزایشگر انرژی و توان جسمی، بهبود گردش خون و افزایش‌دهنده تستوسترون در بازار مورد عرضه قرار گرفته‌است. در بازار نوشیدنی‌ها نیز جزء تشکیل‌دهندهٔ مشترک انواع قهوه و نوشابه‌های غیرالکلی با نشان انرژی‌زا است.

## مباحث تجاری‌سازی

### تقلب
چندین پرونده در خصوص محصولاتی که به‌دروغ ادعا می‌شد حاوی یوریکوما لانگیفولیا در ترکیباتشان هستند یا مواردی از مخلوط کردن افزودنی‌های دیگر با یوریکوما لانگیفولیا وجود داشته‌است. سازمان غذا و دارو آمریکا بسیاری از محصولات، ازجمله لیبیدوس، که ادعای وجود یوریکوما لانگیفولیا در ترکیب اصلی خود داشتند ولی در عوض تشکیل‌یافته از داروهای تجویزی غیرقانونی، یا حتی بدتر، مواد مشابه داروهای تجویزی مثل استیلدنافیل بودند که بی‌خطر بودن آن‌ها در انسان مورد آزمایش قرار نگرفته‌اند را ممنوع اعلام کرد. در فوریهٔ سال ۲۰۰۹ سازمان غذا و دارو آمریکا در خصوص حدود ۳۰ مکمل تقویت جنسی غیرقانونی هشدار داد، اما نام این محصولات سریع‌تر از آن که سازمان غذا و دارو آمریکا بتواند آن‌ها را شناسایی کند، تغییر می‌کند. به‌طور مثال، لیبیدوس، اکنون با نام ماکسیدوس فروخته می‌شود و هنوز هم ادعای وجود یوریکوما لانگیفولیا به‌عنوان جزء اصلی خود است. در رابطه با این ترفندها، سازمان غذا و دارو آمریکا اقدامات پیشگیرانه‌ای در سال ۲۰۰۸ ترتیب داد که به توقیف بیش از ۱۴۰۰۰ دوز از محصولات که با نام‌های مختلف از چین وارد شده بودند، انجامید.
در مالزی، بیش از ۲۰۰ محصول ثبت‌شده از یوریکوما لانگیفولیا وجود دارد، اما طبق مطالعه‌ای با انجام آزمایش کیفیت مشخص شد که ۳۶ درصد آن‌ها آلوده به جیوه با مقادیری فراتر از حد مجاز قانونی هستند. دولت مالزی همچنین بسیاری از محصولات تقلبی را که داروهایی مثل سیلدنافیل سیترات را به‌جای تونکات علی در کپسول‌های خود به‌کار می‌بردند را ممنوع کرد. برای جلوگیری از ضرر حاصل از بد نام شدن یک محصول، کسانی که در کار فروش تونکات علی تقلبی هستند به استفاده از نام‌های مختلف برای محصولات خود متوسل شده‌اند.
لجیت اسکریپت نیز در خصوص تعدادی از محصولات که ادعا می‌شده حاوی تونکات علی بوده‌اند، هشدار داده است. این سازمان تنها نهاد مستقل مورد تأیید انجمن ملی هیأت داروسازی است که بررسی می‌کند آیا وب‌سایت‌های فروش داروها و مکمل‌های گیاهی با استانداردهای سلامت و ایمنی مصرف‌کننده مطابقت دارند یا خیر. وب‌سایت‌هایی که با این استانداردهای انجمن ملی هیأت داروسازی مطابقت ندارند، برای هشدار به عموم معرفی می‌شوند. از جملهٔ این موارد که منطبق با استانداردهای انجمن نیستند و لجیت اسکریپت آن‌ها را اعلام کرده‌است عبارت‌اند از: ایکس‌پی تونکات علی سوپریم، تونکات علی سوپر پاور، اس.دی. ۲۰۰ (سنگاپور)، و ایندونزیا تونکات علی متعلق به شرکت ریل هربز (سنگاپور) است.
نیویورک تایمز و واشنگتن پست در فوریهٔ سال ۲۰۱۵ گزارش دادند که دادستان کل نیویورک، مکمل‌های برندهای عمده را بررسی کرده‌است و اکثر آن‌ها را فاقد ارزش غذایی یافته‌است.

### افشره‌ها
محصولاتی که عنوان می‌شود شامل افشرهٔ یوریکوما لانگیفولیا به نسبت‌های ۱ به ۶۰، ۱ به ۲۰۰ و ۱ به ۶۰۰ هستند، در بازار شایع هستند. با این وجود، افشره‌هایی که برمبنای این نسبت‌ها تهیه شده‌اند، اغلب گمراه‌کننده‌اند و تشخیص آن‌ها دشوار است. تحقیقات علمی که بر روی محصولات گیاهی انجام شده‌است، به‌طور کلی نشان می‌دهد که در بیشتر موارد، محتوای ترکیبات زیست‌فعال از محصولی به محصول دیگر متفاوت است. تصور این است که استخراج با نسبت بالاتر نشان‌دهندهٔ محصولی قوی‌تر است، اما نسبت بالاتر افشره تنها به این معنی است که اندازهٔ بیشتری از مادهٔ اولیه حذف شده‌است. یک انتخاب دیگر تکنیک‌های استخراج، به‌کارگیری روش‌های استانداردسازی برای پایش کیفیت و محتوای زیست‌فعال افشره در مقایسه با نشانگرهای استاندارد است. از جمله نشانگرهایی که برای یوریکوما لانگیفولیا به‌کار گرفته می‌شوند عبارت‌انداز: یوریکومانون، پروتئین توتال، پلی‌ساکارید توتال و ساپونین که دستورالعمل فنی آن را مؤسسهٔ پژوهش‌های علمی و صنعتی مالزی ارائه نموده است.

### پروانه‌های ثبت اختراع
نوعی افشرهٔ مایع با همکاری مشترک دولت مالزی و مؤسسهٔ فناوری ماساچوست برای اختلال عملکرد جنسی و ناباروری مردان به ثبت رسیده است. یک حلال قطبی آلی نیز با ادعایی تقریباً مشابه پروانهٔ ثبت اختراع گرفته‌است. پروانه‌های ثبت دیگری نیز مرتبط با گیاه تونکات علی ثبت شده‌اند که ادعا می‌کنند برای حفظ نمودار هورمون‌های آنابولیک در زمان تمرین‌های ورزشی سخت و کاهش وزن کاربرد دارد.
با این وجود، این عقیده که محصولات برخاسته از طبیعت که انبوهی از دانش در میان افراد بومی دربارهٔ آن‌ها وجود دارد، می‌توانند مسألهٔ حقوق مالکیت معنوی را حتی برای دولت‌ها پیش بکشند، همواره در مقالات حقوقی داوری‌شده مورد چالش بوده‌اند.

### حفاظت و پایداری
یوریکوما لانگیفولیا بیشتر به‌خاطر ریشه‌هایش مورد استفاد است که این مستلزم ریشه‌کن کردن کل گیاه در زمان گردآوری محصول است. این امر منجر به نگرانی‌هایی در خصوص پایداری طولانی‌مدت استفاده از آن شده‌است.
در مالزی، یوریکوما لانگیفولیا به‌عنوان یکی از گونه‌های دارویی دارای اولویت برای نگهداری فهرست شده‌است و برداشت درختان جنگلی مطابق قانون ۶۸۶ تجارت بین‌المللی گونه‌های در معرض خطر انقراض منع شده‌است. در سال ۲۰۱۶، احمد شابری چیک، وزیر کشاورزی مالزی، عنوان کرد که اگر تلاش‌هایی برای پرورش و کاشت مجدد این گیاه صورت نگیرد، احتمال انقراض گونه‌های آن تا بیست سال آینده وجود خواهد داشت. به رغم آن، دولت مالزی تجاری‌سازی محصولات گیاهی با ارزش بالا را که از این گیاه حاصل می‌شود، مورد تشویق قرار داده است؛ ازجمله در برنامهٔ تغییر اقتصادی خود که در آن تونکات علی در زمرهٔ پنج گیاه دارویی نخست که باید در مقیاس بالا گسترش یابند، فهرست شده‌است. برای حمایت از این تجاری‌سازی، دولت مالزی اقداماتی در جهت تشویق کشت تجاری بلندمدت این گیاه انجام داده است؛ ازجمله از طریق اعطاء تسهیلات مالی به کشاورزان، فراهم ساختن امکان تحقیقات زراعی در مؤسسهٔ تحقیق و توسعهٔ کشاورزی مالزی، و تشکیل مزارع خوشه در منطقهٔ اقتصادی سواحل شرقی.